# Жмойдяк, Ростислав Афанасьевич
Ростислав Афанасьевич Жмойдяк (бел. Расціслаў Афанасьевіч Жмайдзяк; 24 декабря 1936, Ежона, Новогрудское воеводство — 12 января 2018) — белорусский географ и картограф, профессор кафедры геодезии и картографии географического факультета Белорусского государственного университета, заслуженный работник народного образования Беларуси (1992).

## Биография
Ростислав Афанасьевич Жмойдяк родился 24 декабря 1936 года в деревне Ежона (ныне — Барановичского района Брестской области). Окончил четыре класса Ежонской начальной школы, после чего учился в Подгорненской семилетней школе, расположенной в трех километрах от своей деревни.
С 1950 по 1954 год — студент Ганцевичского педагогического училища.
C 1954 по 1959 год — студент географического факультета Белорусского государственного университета.
После окончания учебы работал научным сотрудником НИИ Экономики и организации сельхозпроизводства Академии сельскохозяйственных наук МСХ БССР.
В БГУ работал с 1961 по 2018 год. Прошёл путь от ассистента до профессора. С 1971 по 1983 год был заместителем декана, а с 1983 по 1998 год — деканом географического факультета. Одновременно, с 1980 по 2003 год — заведующий кафедрой геодезии и картографии. В 1968 году защитил кандидатскую диссертацию по географии сельского хозяйства Минской области, в 1989 году присвоено учёное звание профессора.

## Научная и педагогическая деятельность

### Учёный
Научные интересы Ростислава Афанасьевича связаны с проблемами картографирования сельскохозяйственного производства, динамики сельского расселения, социально-экономического развития Беларуси, экологического картографирования и др. В рамках государственной программы фундаментальных работ руководил исследованиями по динамике рельефа осушенных территорий и ее влиянию на водный режим и почвенный покров.
Много внимания уделяет изданию картографической продукции. Под его руководством были созданы карты людности населенных пунктов Республики Беларусь, карты по образованию, культуре, здравоохранению, бытовому обслуживанию и торговле. Были выпущены учебно-географические атласы, а также ряд настенных учебных карт для общеобразовательных учреждений, в том числе Физико-географическая карта Беларуси и карта Население Беларуси масштабов 1:5 000 000. Участвовал в подготовке и издании Национального атласа Беларуси.

### Педагог
Разработал ряд общих и специальных курсов по топографии и картографии, физико-географическому картографированию, социально-экономическому картографированию, атласному картографированию, топографическому и картографическому черчению, введению в географическую специальность, введению в космоаэрокартографию.
Проводил лекционные занятия по картографии в Ягеллонском университете Польской Республики (г. Краков).
Является руководителем защищенных кандидатских диссертаций, соавтором ряда типовых программ факультета и Образовательного стандарта РБ по высшему образованию для географических специальностей.
При его участии на географическом факультете БГУ открыты новые специализации, кафедры, научно-исследовательские лаборатории, учебно-научная географическая станция «Западная Березина» в Воложинском районе.

## Участие в общественной жизни
- Заместитель председателя профкома сотрудников Белорусского государственного университета
- Заместитель президента Географического общества БССР
- Председатель общества «Знание» географического факультета БГУ
- Член президиума и секции картографии Учебно-методического объединения высших учебных заведений Республики Беларусь по естественнонаучному образованию
- Председатель секции по специальности «География»
- Член редколлегии ряда научных журналов Республики Беларусь
- Член редколлегии 18-томной энциклопедии Беларуси

## Награды и премии
- Почетная Грамота Верховного Совета БССР
- Нагрудный знак Минвуза СССР «За отличные успехи в работе»
- Знак «Отличник картографии» Главного управления геодезии и картографии при СМ СССР
- Грамота XXIII Международного конгресса
- Почетная грамота Министерства высшего и среднего специального образования БССР
- Почетные грамоты Государственного комитета по имуществу Республики Беларусь
- Почетные грамоты Белорусского государственного университета

В 1992 году Указом Президиума Верховного Совета Республики Беларусь профессору Р. А. Жмойдяку присвоено почётное звание «Заслуженный работник народного образования Республики Беларусь». Р. А. Жмойдяк является лауреатом премии имени А. Н. Севченко (присуждена Учёным советом Белгосуниверситета в 2003 году за исследования по тематическому картографированию). В 1996 году Р. А. Жмойдяк избран членом-корреспондентом Международной академии наук экологии и безопасности жизнедеятельности.